# Francisca Reséndiz Lara
Francisca Reséndiz Lara (Ciudad Valles, México, 6 de abril de 1959) es una sindicalista mexicana, que se ha desempeñado como Secretaria General del Sindicato Independiente de las Trabajadoras y Trabajadores de Gobierno del Estado (SITTGE) desde su creación en 2000 y hasta agosto del 2020. Ha sido también fundadora del partido político Morena (partido político) en San Luis Potosí.

## Historia sindical
En 1986, empieza a trabajar como auxiliar administrativo en el Gobierno del Estado de San Luis Potosí. 
En 1989, a la edad de 30 años participa en las elecciones de cambio de Mesa Directiva del Sindicato Único de Trabajadores y Trabajadoras de Gobierno del Estado (SUTSGE) con la planilla “Azul y Oro”. 
El Tribunal Estatal de Conciliación y Arbitraje (TECA) encabezado por Jaime Humberto Berrones, otorga la victoria a la planilla "Verde", encabezada por Bernardina Lara Argüelles.
Francisca Reséndiz Lara y simpatizantes se declaran inconformes con los resultados del conteo, denunciando un fraude electoral.
En 1999, Francisca Reséndiz Lara busca la formación de un nuevo sindicato, bajo la protección jurídica de la Tesis 43/99 de la Suprema Corte de Justicia de la Nación (SCJN)  referente a la libre asociación, y la posibilidad de existencia de dos sindicatos.
De acuerdo a los archivos del TECA, la creación de un nuevo sindicato se negó en 3 ocasiones, y en la última tentativa, consideró que la organización incumplió con el número requerido de afiliados, siendo evidente la influencia del gobierno estatal en tal rechazo. 
Ante la negativa del TECA, Francisca Reséndiz Lara y simpatizantes encabezan una marcha a la Ciudad de México para entrevistarse con el presidente de la Suprema Corte de Justicia de la Nación, Genaro Góngora Pimentel. 
El 11 de agosto de 2000, se registra oficialmente el SITTGE (Sindicato de Trabajadores y Trabajadoras de Gobierno del Estado).

## Reconocimientos
Coordinadora de Mujeres de la Federación Sindical Mundial (FSM).
Ponente en la Cuarta Conferencia Latinoamericana de América y el Caribe que se llevó a cabo en San Luis Potosí en octubre de 2019.